# 道具的理性
道具的理性（どうぐてきりせい、独: Instrumentelle Vernunft）とは哲学用語の一つ。これはフランクフルト学派によって唱えられていた事柄であり、当時に広まっていた啓蒙思想を批判するという意味で用いられていた。啓蒙思想というのは当時に支配的であった宗教の教えに反し、科学的認識によって自然を人間の支配下に置くことを可能とし、このことから人間は搾取を行うという形に変わって行くと考えられていた。このことから理性というものは実のところは自然や社会から搾取をするための道具に過ぎないと主張された。